# Amin Ghafari
Pour les articles homonymes, voir Ghafari.
 (novembre 2023).
La mise en forme du texte ne suit pas les recommandations de Wikipédia : il faut le « wikifier ».
Les points d'amélioration suivants sont les cas les plus fréquents :
- Les titres sont pré-formatés par le logiciel. Ils ne sont ni en capitales, ni en gras.
- Le texte ne doit pas être écrit en capitales (les noms de famille non plus), ni en gras, ni en italique, ni en « petit »…
- Le gras n'est utilisé que pour surligner le titre de l'article dans l'introduction, une seule fois.
- L'italique est rarement utilisé : mots en langue étrangère, titres d'œuvres, noms de bateaux, etc.
- Les citations ne sont pas en italique mais en corps de texte normal. Elles sont entourées par des guillemets français : « et ».
- Les listes à puces sont à éviter, des paragraphes rédigés étant largement préférés. Les tableaux sont à réserver à la présentation de données structurées (résultats, etc.).
- Les appels de note de bas de page (petits chiffres en exposant, introduits par l'outil «  Source ») sont à placer entre la fin de phrase et le point final[comme ça].
- Les liens internes (vers d'autres articles de Wikipédia) sont à choisir avec parcimonie. Créez des liens vers des articles approfondissant le sujet. Les termes génériques sans rapport avec le sujet sont à éviter, ainsi que les répétitions de liens vers un même terme.
- Les liens externes sont à placer uniquement dans une section « Liens externes », à la fin de l'article. Ces liens sont à choisir avec parcimonie suivant les règles définies. Si un lien sert de source à l'article, son insertion dans le texte est à faire par les notes de bas de page.
- La présentation des références doit suivre les conventions bibliographiques. Il est recommandé d'utiliser les modèles {{Ouvrage}}, {{Chapitre}}, {{Article}}, {{Lien web}} et/ou {{Bibliographie}}. Le mode d'édition visuel peut mettre en forme automatiquement les références.
- Insérer une infobox (cadre d'informations à droite) n'est pas obligatoire pour parachever la mise en page.

Pour une aide détaillée, merci de consulter Aide:Wikification.
Si vous pensez que ces points ont été résolus, vous pouvez retirer ce bandeau et améliorer la mise en forme d'un autre article.
Amin Ghafari, né le 13 mai 1990 ou le 13 juin 1991 à Téhéran, est un compositeur et violoniste iranien. Il a commencé ses études musicales à l'âge de sept ans. Au début de ses activités musicales, Ghafari a appris le dulcimer sous l'enseignement de Karar. Puis, à l'âge de neuf ans, il se tourne vers le violon de style iranien en prenant des cours auprès de Mateen et Mohammad Bharlo,,,.

## Éducation
Ghaffari a poursuivi ses études au Conservatoire de musique de Téhéran, où il s'est spécialisé en violon classique sous la direction du professeur Marjan Ghanbari. Après cela, il a obtenu sa maîtrise en musique internationale à l'Université de Téhéran sous la direction du professeur Setareh Beheshti.

## Profession
En 1994, Ghaffari a contribué au développement de la musique classique en Iran en enregistrant le concerto pour violon de Tchaïkovski. Cet enregistrement était la première sortie de cette œuvre importante dans le pays. En outre, sa performance solo en 2016 au Vahdat Hall et à la tour Azadi de Téhéran a été bien accueillie et a attiré l'attention des médias et du public,,.La renommée internationale de Ghaffari a culminé en 2022, lorsqu'il a remporté la médaille d'or aux Championnats du monde de musique à Osaka, au Japon. En outre, il a été honoré en recevant un prix spécial de la société respectée Henle Verlag,.

## Performances notables
Ghaffari s'est produit dans des salles internationales prestigieuses, notamment le Masquerade Hall en République tchèque et les salles d'Osaka au Japon. Il a collaboré avec des orchestres de premier plan tels que l'Orchestre symphonique de Téhéran, l'Orchestre de Chambre du Souk et l'Orchestre Philharmonique de Bakou,.

## Prix
Ghaffari a remporté la première place au Concours international de musique d'Osaka, au Japon. Cette médaille a été remportée lors de la 22e période de cette compétition. En outre, il a été honoré en recevant un prix spécial de la part de Henle Verlag. À ce concours, il y avait des participants de nombreux pays comme l'Autriche, les États-Unis, la Grande-Bretagne, la Turquie, le Japon, la Chine et la France,,,.

## Publication et rédaction
Ghaffari est l'auteur d'un livre intitulé Les méthodes de Khachatourian pour la pratique du concerto pour violon. Il examine également la relation entre la musique, l'histoire, l'art et la spiritualité dans des articles de recherche et des livres,,.

## Orchestre philharmonique
L'Orchestre Philharmonique du Golfe Persique, dirigé par Amin Ghaffari, a collaboré à la sortie de l'album Yeh Rooz et du single Aks To de Gersha Rezaei (mzn),.